# Suhopolje
Suhopolje är en ort i Kroatien.   Den ligger i länet Virovitica-Podravinas län, i den östra delen av landet, 120 km öster om huvudstaden Zagreb. Suhopolje ligger 117 meter över havet och antalet invånare är 2 879.
Terrängen runt Suhopolje är platt. Runt Suhopolje är det glesbefolkat, med 17 invånare per kvadratkilometer. Närmaste större samhälle är Virovitica, 9,6 km väster om Suhopolje. Trakten runt Suhopolje består till största delen av jordbruksmark.